# Furby's Cove
 Coordenadas : formato inválido
Furby's Cove é uma comunidade localizada na província canadense de Terra Nova e Labrador.

## Ligações Externas
- Furby's Cove Community Profile